# Cyclone spheres
Cyclone spheres is een studioalbum van Steve Jolliffe. Het was opnieuw een album waarop Steve Jolliffe alle muziekinstrumenten zelf bespeelde: toetsinstrumenten, tenorsaxofoon, altfluit, lyricon. Op dit album zong Jolliffe ook. Martyn Sharp trad op als muziekproducent en ontwerper van de platenhoes. Jolliffe zei dat dit album een vervolg was op het studioalbum Cyclone, het enige album van Tangerine Dream waarop hij meespeelde (en zong). Cyclone spheres bevat citaten van dat album. Edgar Froese, de in 2015 overleden leider van Tangerine Dream, vond Cyclone nou juist een van de mindere albums van zijn band.

## Muziek
| Nr. | Titel           | Duur  |
| --- | --------------- | ----- |
| 1.  | Cyclone spheres | 56:00 |